# Operatori di telefonia mobile in Asia e Oceania
Questo è un elenco di tutti i gestori di telefonia mobile in Asia e Oceania, con il rispettivo numero di utenze.

## Afghanistan
| Posizione | Operatore            | Tecnologia                                                                         | Abbonati (in milioni) | Proprietario/i |
| --------- | -------------------- | ---------------------------------------------------------------------------------- | --------------------- | --- |
| 1         | Roshan               | GSM-900 MHz (GPRS, EDGE) 2100 MHz UMTS, HSPA+                                      | 6,5 (2015)            | Aga Khan Fund for Economic Development (AKFED) 51%, Monaco Telecom International (MTI) 36,75%, TeliaSonera AB 12,25% |
| 2         | MTN                  | GSM-900/1800 MHz (GPRS, EDGE) 2100 MHz UMTS, HSDPA                                 | 4,5 (2012)            | MTN |
| 3         | Etisalat Afghanistan | GSM-900/1800 MHz (GPRS, EDGE) 2100 MHz UMTS (3G), HSPA+ (3,75G), LTE (Under Trial) | 6,8 (2018)            | Emirates Telecommunications Corporation                                                                              |
| 4         | Afghan Wireless      | GSM-900/1800 MHz (GPRS, EDGE) 2100 MHz UMTS, HSPA+, LTE                            | 3,5 (2012)            | Telephone Systems International                                                                                      |
| 5         | Wasel                | 800 MHz CdmaOne 2100 MHz UMTS, HSPA+                                               | 0,052 (2012)          | Wasel Telecom Afghanistan                                                                                            |
| 6         | Afghan Telecom       | CDMA2000 1X (Cellular/WLL) GSM-900/1800 MHz (GPRS, EDGE) 2100 MHz UMTS, HSPA+      | 0,15 (2012)           | MCIT (di proprietà statale)                                                                                          |

## Arabia Saudita
| Posizione | Operatore         | Tecnologia                                                                                            | Abbonati (in milioni) | Proprietario/i   |
| --------- | ----------------- | --- | --------------------- | ---------------- |
| 1         | STC               | 2G :GSM-900/1800 (GPRS, EDGE) 3G :900/2100 MHz UMTS, DC-HSPA+ 4G FD-LTE :1800 MHz 4G TD-LTE :2300 MHz | 19,914 (Q3 2010)      |                  |
| 2         | Mobily            | 2G : GSM-900/1800 (GPRS, EDGE) 3G :2100 MHz UMTS, HSPA+ 4G TD-LTE:2600 MHz 4G FD-LTE:1800 MHz         | 15,06 (Q3 2010)       | Etisalat (25%)   |
| 3         | Zain              | 2G:GSM-900/1800 (GPRS, EDGE) 3G:900/2100 MHz UMTS, HSPA+ 4G FD-LTE:2100/1800 MHz LTE, LTE-A           | 11,40 (dicembre 2015) | Zain Group (37%) |
| 4         | Bravo             | iDEN                                                                                                  |                       | STC              |
| 5         | Virgin mobile KSA | GSM-900/1800 (GPRS, EDGE) 2100 MHz UMTS, DC-HSPA+ 1800 MHz FD-LTE, 2300 MHz TD-LTE                    |                       |                  |
| 6         | Lebara KSA        | GSM-900/1800 (GPRS, EDGE) 2100 MHz UMTS, HSPA+ 1800 MHz FD-LTE, 2600 MHz TD-LTE                       |                       |                  |

## Armenia
| Posizione | Operatore                          | Tecnologia                                                                             | Abbonati (in milioni) | Proprietario/i | MCC / MNC |
| --------- | ---------------------------------- | -------------------------------------------------------------------------------------- | --------------------- | -------------- | --------- |
| 1         | MTS (Precedentemente Viva Cell)    | GSM-900/1800 MHz (GPRS, EDGE) 2100 MHz UMTS, DC-HSPA+ 2600 MHz LTE                     | 2,1 (maggio 2018)     | MTS            | 28305     |
| 2         | Ucom (Precedentemente Orange)      | GSM-900/1800 MHz (GPRS, EDGE) 900/2100 MHz UMTS, DC-HSPA+ 800/1800/2600 MHz LTE, LTE-A | 1,0 (novembre 2017)   | Ucom           | 28310     |
| 3         | Beeline (Precedentemente ArmenTel) | GSM-900/1800 MHz (GPRS, EDGE) 2100 MHz UMTS, HSDPA 900/1800 MHz LTE                    | 0,933 (dicembre 2017) | Veon           | 28301     |

## Artsakh
| Posizione | Operatore                                    | Tecnologia                                  | Abbonati (in milioni) | Proprietario/i   | MCC / MNC |
| --------- | -------------------------------------------- | ------------------------------------------- | --------------------- | ---------------- | --------- |
| 1         | Karabakh Telecom (Precedentemente Viva Cell) | GSM-900/1800 MHz (GPRS, EDGE) 2100 MHz UMTS |                       | Karabakh Telecom |           |

## Australia
| Posizione | Operatore                    | Tecnologia                                                                                    | Abbonati (in milioni) | Proprietario/i                         |
| --------- | ---------------------------- | --------------------------------------------------------------------------------------------- | --------------------- | -------------------------------------- |
| 1         | Telstra                      | 850/2100 MHz UMTS, DC-HSPA+ 700(28)/900(8)/1800(3)/2600(7) MHz LTE, LTE-A                     | 17,4 (febbraio 2017)  | Telstra                                |
| 2         | Optus                        | 900/2100 MHz UMTS, DC-HSPA+ 700(28)/1800(3)/2100(1)/2600(7) MHz FD-LTE, LTE-A 2300 MHz TD-LTE | 9,57 (febbraio 2017)  | Singtel                                |
| 3         | Vodafone •Include la rete 3. | 850/900/2100 MHz UMTS, DC-HSPA+ 850(5)/1800(3) MHz LTE-A                                      | 5,98 (luglio 2018)    | Vodafone (50%) Hutchison Telecom (50%) |

## Azerbaigian
| Posizione | Operatore | Tecnologia                                                                                        | Abbonati (in milioni) | Proprietario/i                                       | MCC / MNC |
| --------- | --------- | ------------------------------------------------------------------------------------------------- | --------------------- | ---------------------------------------------------- | --------- |
| 1         | Azercell  | GSM 900 MHz (GPRS, EDGE) 2100 MHz UMTS, HSDPA, HSUPA, HSPA, HSPA+, DC-HSPA+ 1800 MHz LTE          | 4,417 (aprile 2013)   | AzInTelecom (azienda di proprietà statale)           | 40001     |
| 2         | Bakcell   | GSM 900 MHz (GPRS, EDGE) 2100 MHz UMTS, HSDPA, HSUPA, HSPA, HSPA+, DC-HSPA+ 1800 MHz LTE          | 3,4                   | GTIB                                                 | 40002     |
| 3         | Nar       | GSM 1800 MHz (GPRS, EDGE) 2100 MHz UMTS, HSDPA, HSUPA, HSPA, HSPA+, DC-HSPA+ 1800 MHz LTE         | 2,1 (marzo 2014)      | Azerfon LLC                                          | 40004     |
| 4         | Aztrank   | CDMA2000                                                                                          |                       | Lukoil Europe Ltd. (50%), di proprietà statale (50%) | 40003     |
| 5         | Nakhtel   | GSM 900 MHz (GPRS, EDGE) 2100 MHz UMTS, HSDPA, HSUPA, HSPA, HSPA+, DC-HSPA+ 1800 MHz LTE CDMA 800 |                       | Nakhtel LLC                                          | 40006     |

## Bahrein
| Posizione | Operatore               | Tecnologia                                                        | Abbonati (in milioni)  | Proprietario/i                     |
| --------- | ----------------------- | ----------------------------------------------------------------- | ---------------------- | ---------------------------------- |
| 1         | Batelco                 | GSM-900 (GPRS, EDGE) 2100 MHz UMTS, DC-HSPA+ 1800 MHz LTE         | 0,738 (dicembre 2011)  | Bahrain Telecommunications Company |
| 2         | Zain (già MTC-Vodafone) | GSM-900/1800 (GPRS, EDGE) 2100 MHz UMTS, HSDPA 1800 MHz LTE WiMAX | 0,787 (settembre 2014) | Zain Group (56,25%)                |
| 3         | Viva                    | GSM-900/1800 (GPRS, EDGE) 2100 MHz UMTS, DC-HSPA+ 1800 MHz LTE    | Non disponibile        | STC                                |

## Bangladesh
| Posizione | Operatore    | Tecnologia                                                                                           | Abbonati (in milioni) | Proprietario/i                                                       |
| --------- | ------------ | --- | --------------------- | -------------------------------------------------------------------- |
| 1         | Grameenphone | GSM-900/1800 MHz (GPRS, EDGE) 2100 MHz UMTS, HSPA, HSPA+, DC-HSDPA, 900/1800/2100 MHz FDD-LTE        | 65,327                | Telenor (55,8%), Grameen Telecom (34,2%) e altre istituzioni (10%)   |
| 2         | Robi Axiata  | GSM-900/1800 MHz (GPRS, EDGE) 2100 MHz UMTS, HSPA, HSPA+, DC-HSDPA, 900/1800/2100 MHz FDD-LTE, LTE-A | 42,908                | Axiata Group Berhad (68,7%), Bharti Airtel (25%) e NTT DoCoMo (6,3%) |
| 3         | Banglalink   | GSM-900/1800 MHz (GPRS, EDGE) 2100 MHz UMTS, HSPA, HSPA+, 900/1800/2100 MHz FDD-LTE                  | 32,384                | VEON                                                                 |
| 4         | Teletalk     | GSM-900/1800 MHz (GPRS, EDGE) 2100 MHz UMTS, HSPA, HSPA+, 900/1800/2100 MHz FDD-LTE                  | 4,494                 | Di proprietà statale                                                 |
| 5         | Ollo         | 800(B20)/2600(B7) MHz FDD-LTE                                                                        |                       | Bangladesh Internet Exchange Ltd.                                    |
| 6         | Banglalion   | 2500(B41)/2600(B38) MHz TD-LTE, WiMAX                                                                |                       | Banglalion Communications Ltd.                                       |

## Bhutan
| Posizione | Operatore     | Tecnologia                                                         | Abbonati (in migliaia) | Proprietario/i               |
| --------- | ------------- | ------------------------------------------------------------------ | ---------------------- | ---------------------------- |
| 1         | B-Mobile      | GSM-900/1800 MHz (GPRS, EDGE) 850 MHz UMTS, HSPA+ 1800 MHz LTE     | 300 (agosto 2016)      | Bhutan Telecom Limited (BTL) |
| 2         | TashiCell     | GSM-900/1800 MHz (GPRS, EDGE) 850/2100 MHz UMTS, HSPA+ 700 MHz LTE | 200 (agosto 2016)      | Tashi Group                  |
| 2         | Airtel Bhutan | GSM-900/1800 MHz (GPRS, EDGE) 850/2100 MHz UMTS, HSPA+ 700 MHz LTE | 200 (agosto 2016)      | Airtel                       |

## Birmania
| Posizione | Operatore | Tecnologia | Abbonati (in milioni) | Proprietario/i                                                               |
| --------- | --------- | --- | --------------------- | ---------------------------------------------------------------------------- |
| 1         | MPT       | 450/800 MHz CDMA, CDMA2000 1x-EVDO GSM-900 MHz (GPRS, EDGE) 2100 MHz UMTS, HSPA, HSPA+, DC-HSPA+ 1800/2100 MHz LTE, LTE-A | 25 (maggio 2018)      | Proprietà statale, KDDI, Sumitomo Corporation                                |
| 2         | Telenor   | GSM-900 MHz (GPRS, EDGE) 2100 MHz UMTS, HSPA, HSPA+ 1800/2100 MHz LTE, LTE-A                                              | 19 (gennaio 2017)     | Telenor                                                                      |
| 3         | Ooredoo   | GSM-900 MHz (GPRS, EDGE) 2100 MHz UMTS, HSPA, HSPA+ 1800/2100 MHz LTE, LTE-A                                              | 4 (settembre 2018)    | Ooredoo                                                                      |
| 4         | Mytel     | GSM-900 MHz (GPRS, EDGE) 1800/2100 MHz LTE, LTE-A                                                                         | 3 (settembre 2018)    | Viettel (49%) Star High Telecom (28%) Myanmar National Telecom Holding (23%) |

## Brunei
| Posizione | Operatore                                 | Tecnologia                                                              | Abbonati (in milioni) | Proprietario/i            |
| --------- | ----------------------------------------- | ----------------------------------------------------------------------- | --------------------- | ------------------------- |
| 1         | Datastream Tecnologia Sdn Bhd (DST)       | GSM-900 MHz (GPRS, EDGE) 2100 MHz UMTS, HSDPA, HSPA, HSPA+ 1800 MHz LTE | 0,32                  | DST group                 |
| 2         | Progresif Cellular Sdn Bhd (già B-mobile) | 2100 MHz UMTS, HSDPA, HSPA, HSPA+                                       | 0,15                  | Darussalam Assets Sdn Bhd |

## Cambogia
| Posizione | Operatore        | Tecnologia                                                      | Abbonati (in milioni) | Proprietario/i                  |
| --------- | ---------------- | --------------------------------------------------------------- | --------------------- | ------------------------------- |
| 2         | Smart Axiata     | GSM-900/1800 MHz (GPRS, EDGE) 2100 MHz UMTS, HSPA+ 1800 MHz LTE | 8                     | Axiata Group Berhad             |
| 1         | Metfone          | GSM-900/1800 (GPRS) UMTS, HSDPA LTE                             | 9 (2015)              | Viettel Cambodia                |
| 3         | Cellcard/Mobitel | GSM-900 MHz 2100 MHz UMTS LTE                                   | 2,5 (2010)            | The Royal Group,                |
| 4         | qb               | GSM-1800 MHz 2100 MHz UMTS                                      |                       | Cambodia Advance Communications |
| 5         | Seatel           | FDD-LTE 850MHz                                                  | 0,01 (luglio 2015)    | South East Asia Telecom Group   |
| 6         | Cootel           | GSM-900/1800 MHz                                                | Non disponibile       |                                 |

## Cina
| Posizione | Operatore     | Tecnologia | Abbonati (in milioni)    | Proprietario/i     |
| --------- | ------------- | --- | ------------------------ | ------------------ |
| 1         | China Mobile  | GSM-900/1800 (GPRS, EDGE) 1900/2000/2300 MHz TD-SCDMA, TD-HSDPA 1900(B39)/2300(B40)/2600(B38,B41) MHz TD-LTE, VoLTE | 916,497 (settembre 2018) | Governo della Cina |
| 2         | China Unicom  | GSM-900/1800 (GPRS, EDGE) 900/2100 MHz UMTS, HSPA, HSPA+, DC-HSPA+ 2600(B41) MHz TD-LTE 1800(B3)/2100(B1) MHz LTE   | 309,826 (settembre 2018) | Governo della Cina |
| 3         | China Telecom | 850/2100 MHz CDMA2000 1xRTT EV-DO Rev 0, Rev A 2600(B41) MHz TD-LTE 1800(B3)/2100(B1) MHz LTE                       | 281,62 (2Q 2018)         | Governo della Cina |

## Cipro
| Posizione | Operatore | Tecnologia                                                                          | Abbonati (in milioni) | Proprietario/i                      | MCC / MNC |
| --------- | --------- | ----------------------------------------------------------------------------------- | --------------------- | ----------------------------------- | --------- |
| 1         | Epic      | GSM-900/1800 MHz (GPRS, EDGE) 900/2100 MHz UMTS, HSPA+ 800/1800 MHz LTE, LTE-A      | 0,399 (marzo 2014)    | Monaco Telecom (NJJ Holding)        | 28010     |
| 2         | CYTA      | GSM-900/1800 MHz (GPRS, EDGE) 900/2100 MHz UMTS, HSPA+ 800/1800/2600 MHz LTE, LTE-A | 0,296 (dicembre 2012) | Cyprus Telecommunications Authority | 28001     |
| 3         | PrimeTel  | 2100 MHz UMTS, HSPA+ 1800 MHz LTE                                                   | Non disponibile       | PrimeTel PLC                        | 28020     |

## Corea del Nord
| Posizione | Operatore | Tecnologia    | Abbonati (in milioni) | Proprietario/i                                                                |
| --------- | --------- | ------------- | --------------------- | ----------------------------------------------------------------------------- |
| 1         | Koryolink | 2100 MHz UMTS | 3,8 (fine 2015)       | GTH (75%) e Korea Post & Telecommunications Trading Corporation (KPTC) (25%). |

## Corea del Sud
| Posizione | Operatore              | Tecnologia | Abbonati (in milioni) | Proprietario/i |
| --------- | ---------------------- | --- | --------------------- | -------------- |
| 1         | SK Telecom             | CDMA2000 1xRTT EV-DO Rev 0, Rev A 2100 MHz UMTS, HSPA+, Mobile WiMAX 850/1800/2100/2600 MHz LTE, Wideband LTE Advanced, Five-band LTE-A Pro Carrier Aggregation | 26,65                 | SK Group       |
| 2         | KT (già olleh, KTF)    | 2100 MHz UMTS, HSPA+, Mobile WiMAX 900/1800/2100 MHz LTE, Wideband LTE Advanced                                                                                 | 15,54                 | KT Corporation |
| 3         | LG U+ (già LG Telecom) | CDMA2000 1xRTT EV-DO Rev 0, Rev A, 850/2100/2600 MHz LTE, Wideband LTE Advanced                                                                                 | 11,83                 | LG Corporation |

## Emirati Arabi Uniti
| Posizione | Operatore | Tecnologia                                                                        | Abbonati (in milioni) | Proprietario/i |
| --------- | --------- | --------------------------------------------------------------------------------- | --------------------- | --- |
| 1         | Etisalat  | GSM-900 MHz (GPRS, EDGE) 900 MHz UMTS, DC-HSPA+ 800/1800/2100/2600 MHz LTE, LTE-A | 8,92 (aprile 2013)    | Governo Federale EAU (40%) e azionari pubblici (60%)                                                                         |
| 2         | du        | GSM-900/1800 MHz (GPRS, EDGE) 2100 MHz UMTS, DC-HSPA+ 800/1800 MHz LTE, LTE-A     | 7,6 (Q1 2014)         | Governo Federale EAU (39,5%), Mubadala Development Company (19,75%), TECOM Investments (19,5%), e azionari pubblici (21,25%) |

## Figi
| Posizione | Operatore | Tecnologia                                                    | Abbonati (in milioni) | Proprietario/i |
| --------- | --------- | ------------------------------------------------------------- | --------------------- | --- |
| 1         | Vodafone  | GSM-900 MHz (GPRS, EDGE) 2100 MHz UMTS, HSDPA 1800 MHz LTE    | 0,730 (2017)          | Amalgamated Telecom Holdings, 72,6% di proprietà del Fondo nazionale delle Figi (51%) Fondo nazionale delle Figi (49%) |
| 2         | Digicel   | GSM-900 MHz (GPRS, EDGE) 900 MHz UMTS, HSPA+ 800/1800 MHz LTE | Non disponibile       | Digicel |

## Filippine
| Posizione | Operatore                                  | Tecnologia | Abbonati (in milioni) | Proprietario/i                                                               |
| --------- | ------------------------------------------ | --- | --------------------- | ---------------------------------------------------------------------------- |
| 1         | Globe (TM, ABS-CBN Mobile, Cherry Prepaid) | GSM-900/1800 (GPRS, EDGE) 900/2100 MHz UMTS, HSPA, HSPA+ 700/850/1800/2100 MHz FDD-LTE, 2500 MHz TDD-LTE WiMAX LTE-A | 67,0 (dicembre 2016)  | Singtel (44,7%) Ayala Corporation (34%) Società ad azionariato diffuso (21%) |
| 2         | Smart (TNT e Sun Cellular)                 | GSM-900/1800 GSM (GPRS, EDGE) 850/2100 MHz UMTS, HSPA, HSPA+ 700/850/1800/2100 MHz LTE LTE-A WiMAX                   | 62,1 (dicembre 2016)  | Philippine Long Distance Telephone Company                                   |

## Georgia
| Posizione | Operatore | Tecnologia                                                                                         | Abbonati (in milioni) | Proprietario/i              | MCC / MNC |
| --------- | --------- | -------------------------------------------------------------------------------------------------- | --------------------- | --------------------------- | --------- |
| 1         | MagtiCom  | GSM-900/1800 MHz (GPRS, EDGE ) 2100 MHz UMTS, HSDPA, HSUPA, HSPA, HSPA+, DC-HSPA+ 800/1800 MHz LTE | 2,105 (dicembre 2015) | ITC                         | 28202     |
| 2         | Geocell   | GSM-900/1800 MHz (GPRS, EDGE) 2100 MHz UMTS, HSDPA, HSUPA, HSPA, HSPA+, DC-HSPA+ 1800 MHz LTE      | 2,032 (dicembre 2015) | Silknet                     | 28201     |
| 3         | Beeline   | GSM-900/1800 MHz (GPRS, EDGE) 2100 MHz UMTS, HSDPA, HSUPA, HSPA, HSPA+, DC-HSPA+ 800 MHz LTE       | 1,433 (dicembre 2012) | Veon (51%), GMC Group (49%) | 28204     |
| 4         | Silknet   | 850 MHz CDMA2000, EVDO Rev. A 2300 MHz TD-LTE                                                      | 0,028                 | Silk Road Group             | 28205     |

## Giappone
| Posizione                 | Operatore                                  | Tecnologia | Abbonati (in milioni)  | Proprietario/i                     |
| ------------------------- | ------------------------------------------ | --- | ---------------------- | ---------------------------------- |
| 1                         | NTT Docomo                                 | 800(B6)/2100(B1) MHz UMTS, HSPA 800(B19)/1500(B21)/1800(B03)/2100(B01) MHz LTE Wideband LTE Advanced 3500(B42)/3700(B43) MHz TD-LTE, LTE-A | 75,678 (dicembre 2017) | NTT Group (100%)                   |
| 2                         | au                                         | 850/2100 MHz CDMA2000, 1xRTT, EV-DO 800(B18)/1500(B11)/2100(B01) MHz LTE 2500(B41) MHz TD-LTE                                              | 50,638 (dicembre 2017) | KDDI                               |
| 3                         | SoftBank Corp. & Y!Mobile                  | 900(B08)/2100(B1) MHz UMTS, HSPA+, DC-HSPA+ 900(B08)/1500(B11)/1800(B03)/2100(B01) MHz LTE 2500(B41) MHz TD-LTE 1700(B09)MHz UMTS, HSPA+   | 39,505 (dicembre 2017) | SoftBank Group (99,99%)            |
| Operatori mobili virtuali |                                            | |                        |                                    |
| 1                         | Disney Mobile (roaming su SoftBank Mobile) | UMTS, HSPA+, DC-HSDPA TD-LTE | N/A                    | SoftBank / The Walt Disney Company |
| 2                         | b-mobile (roaming su NTT Docomo)           | 2100/800 MHz UMTS, HSPA 800/1500/2100 MHz LTE                                                                                              | N/A                    | Japan Communications Inc.          |

## Giordania
| Posizione | Operatore     | Tecnologia                                             | Abbonati (in milioni) | Proprietario/i |
| --------- | ------------- | ------------------------------------------------------ | --------------------- | -------------- |
| 1         | Zain Jordan   | GSM-900 MHz (GPRS, EDGE) 2100 MHz UMTS, HSPA+, LTE     | 4,94 (Q1 2016)        | Zain Group     |
| 2         | Orange Jordan | GSM-900 MHz (GPRS, EDGE) 2100 MHz UMTS, HSPA+, LTE     | 4,59 (Q1 2016)        | Orange S.A.    |
| 3         | Umniah        | GSM-1800 MHz (GPRS, EDGE) 2100 MHz UMTS, DC-HSPA+, LTE | 4,55 (Q1 2016)        | Batelco        |

## Guam
| Posizione | Operatore      | Tecnologia                                                      | Abbonati (in milioni) | Proprietario/i        |
| --------- | -------------- | --------------------------------------------------------------- | --------------------- | --------------------- |
| 1         | IT&E           | 1900 MHz UMTS, DC-HSPA+ 700/1900 MHz LTE Advanced               | Non disponibile       | PTI Pacifica Inc.     |
| 2         | Docomo Pacific | CdmaOne GSM-1900 MHz (GPRS) 850 MHz UMTS 700 MHz LTE            | Non disponibile       | NTT DoCoMo            |
| 3         | GTA            | GSM-850/1900 MHz (GPRS) 850 MHz UMTS, HSPA+ 1700 MHz LTE        | Non disponibile       | TeleGuam Holdings LLC |
| 4         | iConnect       | GSM-1900 MHz (GPRS, EDGE) 1900 MHz UMTS, HSPA+ 700/1900 MHz LTE | Non disponibile       | Wave Runner LLC       |

## Hong Kong
| Posizione                                           | Operatore                                                | Tecnologia | Abbonati (in milioni) | Proprietario/i                         |
| --------------------------------------------------- | -------------------------------------------------------- | --- | --------------------- | -------------------------------------- |
| 1                                                   | csl (giàCSL)1 (include 1O1O e Club SIM)                  | GSM-900/1800 (GPRS, EDGE) 900/2100 MHz UMTS, HSPA, HSPA+, DC-HSPA+ 900/1800/2600 MHz LTE LTE Advanced                  | 4,218 (giugno 2017)   | HKT, una filiale di PCCW Limited4      |
| 2                                                   | 3 Hong Kong                                              | GSM-900/1800 (GPRS, EDGE) 900 MHz UMTS, HSPA, HSPA+, DC-HSPA+ 900/1800/2100/2600 MHz LTE, 2300 MHz TD-LTE LTE Advanced | 3,078 (giugno 2017)   | Hutchison Telecom                      |
| 3                                                   | SmarTone                                                 | GSM-900/1800 (GPRS) 850/2100 MHz UMTS, HSPA, HSPA+, DC-HSPA+ 900/1800/2100/2600 MHz LTE                                | 2,060 (giugno 2017)   | Sun Hung Kai Properties                |
| 4                                                   | CMHK (China Mobile Hong Kong)                            | GSM-1800 (GPRS, EDGE) 2100 MHz UMTS, HSPA, HSPA+, DC-HSPA+ 1800/2100/2600 MHz LTE, 2300 MHz TD-LTE LTE Advanced        | 8,274 (giugno 2017)   | China Mobile                           |
| Operatori mobili virtuali principali (In totale 29) |                                                          | |                       |                                        |
| 1                                                   | China Unicom (Hong Kong) (roaming su 3 Hong Kong)        | N/A | N/A                   | China Unicom                           |
| 2                                                   | Hong Kong Broadband Network (roaming su CMHK e SmarTone) | N/A | N/A                   | HKBN Ltd.                              |
| 3                                                   | SUN Mobile (roaming su CSL Mobile)                       | N/A | N/A                   | HKT (60%), Telecom Digital (40%)       |
| 4                                                   | Birdie Mobile (roaming su SmarTone)                      | N/A | N/A                   | SmarTone Mobile Communications Limited |

## India
| Posizione | Operatore              | Tecnologia | Abbonati (in milioni)                  | Proprietario/i                                                                        |
| --------- | ---------------------- | --- | -------------------------------------- | ------------------------------------------------------------------------------------- |
| 1         | Vodafone Idea Limited  | GSM-900/1800 (EDGE) 2100 MHz UMTS, HSPA+ LTE Band 3 (1800 MHz) LTE Band 40 (2300 MHz) LTE Band 41 (2500 MHz) VoLTE             | 434,9 (agosto 2018)                    | Vodafone Group (45,1%) Aditya Birla Group (26%) Axiata Group Berhad Providence Equity |
| 2         | - Airtel - Tata Docomo | GSM-900/1800 (EDGE) 2100 MHz UMTS, HSPA+. LTE Band 3 (1800 MHz), LTE Band 40 (2300 MHz), LTE Advanced VoLTE                    | Airtel - 343,5 Tata - 21,9 (agosto 18) | Bharti Enterprises (61%) SingTel (39%)                                                |
| 3         | Reliance Jio           | LTE Band 5 (850 MHz), LTE Band 3 (1800 MHz), LTE Band 40 (2300 MHz), LTE Advanced VoLTE ViLTE                                  | 252,2 (agosto 2018)                    | Reliance Industries                                                                   |
| 4         | BSNL Mobile            | GSM-900/1800 (EDGE), 2100 MHz UMTS, HSPA+ EVDO WiMAX WiFi LTE Band 5 (850 MHz), LTE Band 3 (1800 MHz), LTE Band 40 (2300 MHz), | 113,0 (agosto 2018)                    | Di proprietà statale                                                                  |
| 5         | MTNL                   | GSM-900 MHz (EDGE) 2100 MHz UMTS, HSPA                                                                                         | 3,49 (agosto 2018)                     | Di proprietà statale                                                                  |

## Indonesia
| Posizione | Operatore                                                          | Tecnologia                                                                      | Abbonati (in milioni) | Proprietario/i                                                                                | MCC / MNC |
| --------- | ------------------------------------------------------------------ | ------------------------------------------------------------------------------- | --------------------- | --------------------------------------------------------------------------------------------- | --------- |
| 1         | Telkomsel (Include la rete Telkom Flexi)                           | GSM-900/1800 (GPRS, EDGE) 2100 MHz UMTS, HSPA+ 900/1800/2100/2300 MHz LTE       | 196,3 (dicembre 2017) | Telkom (65%) Singtel (35%)                                                                    |           |
| 2         | Indosat Ooredoo (Include le reti di Indosat, Satelindo e Star-One) | GSM-900/1800 (GPRS, EDGE) 900/2100 MHz UMTS, HSPA, DC-HSPA+ 900/1800 MHz LTE-A  | 64,1 (settembre 2018) | Ooredoo Asia PTE Ltd (65%) Governo dell'Indonesia (14,29%) Skagen AS(5,42%) Pubblico (15,29%) | 51001     |
| 3         | 3                                                                  | GSM-1800 (GPRS, EDGE) 2100 MHz UMTS, DC-HSPA+ 1800 MHz LTE                      | 63,6 (Q4 2015)        | HTIL (65%) Garibaldi Thohir (35%)                                                             |           |
| 4         | XL Axiata (Include la rete Axis)                                   | GSM-900/1800 (GPRS, EDGE) 2100 MHz UMTS, HSPA, DC-HSPA+ 900/1800 MHz LTE        | 52,904 (2Q 2018)      | Axiata Group Berhad (66,7%) Emirates Telecommunications Corporation (13,3%) Pubblico (20%)    |           |
| 5         | Smartfren                                                          | 850/1900 MHz CDMA2000 1x, EV-DO Rev A, EV-DO Rev B 850 MHz LTE, 2300 MHz TD-LTE | 12 (Q1 2015)          | Sinar Mas Group                                                                               |           |

## Iran
| Posizione | Operatore    | Tecnologia                                                                        | Abbonati (in milioni) | Proprietario/i                                                 |
| --------- | ------------ | --------------------------------------------------------------------------------- | --------------------- | -------------------------------------------------------------- |
| 1         | Hamrahe Aval | GSM 900 MHz (GPRS, EDGE) 2100/900 MHz (HSPA, DC-HSPA+) 1800/2600 MHz (LTE, LTE-A) | 47,5 (Q1 2018)        | Società di telecomunicazioni dell'Iran                         |
| 2         | Irancell     | GSM 900 MHz (GPRS, EDGE) 2100/900 MHz (HSPA, DC-HSPA+) 1800/2600 MHz (LTE, LTE-A) | 32,5 (Q1 2018)        | Società di sviluppo elettronico dell'Iran(51%) MTN Group (49%) |
| 3         | RighTel      | 2100/900 MHz (HSPA, DC-HSPA+) 1800 MHz (LTE)                                      | 2,5 (Q1 2018)         | Social Security Investment Company                             |

## Iraq
| Posizione | Operatore | Tecnologia                                         | Abbonati (in milioni)   | Proprietario/i      |
| --------- | --------- | -------------------------------------------------- | ----------------------- | ------------------- |
| 1         | Zain      | GSM-900 MHz (GPRS, EDGE, 3G) LTE                   | 13,298 (settembre 2014) | Zain Group (71,67%) |
| 2         | Asia Cell | GSM-900 MHz (GPRS, EDGE)                           | 11,644 (Q2 2014)        | Ooredoo (30%)       |
| 3         | Korek     | GSM-900 MHz (GPRS, High-Speed Packet Access\|HSPA) | Non disponibile         | Korek Telecom Ltd.  |
| 4         | Omnnea    | CDMA                                               | Non disponibile         | Omnnea              |
| 5         | Itisaluna | CDMA 2000 1x & EVDO-450,800,1900 MHz               | Non disponibile         | Itisaluna           |

## Isole Cook
| Posizione | Operatore | Tecnologia       | Abbonati (in milioni) | Proprietario/i          |
| --------- | --------- | ---------------- | --------------------- | ----------------------- |
| 1         | Bluesky   | GSM-900 UMTS LTE | Non disponibile       | Spark New Zealand (60%) |

## Isole Marianne Settentrionali
| Posizione | Operatore      | Tecnologia                              | Abbonati (in milioni) | Proprietario/i     |
| --------- | -------------- | --------------------------------------- | --------------------- | ------------------ |
| 1         | Docomo Pacific | CdmaOne GSM-1900 (GPRS) UMTS LTE        | Non disponibile       | NTT DoCoMo         |
| 2         | IT&E           | CdmaOne GSM-850 UMTS, HSPA+ 700 MHz LTE | Non disponibile       | IT&E Overseas, Inc |

## Isole Marshall
| Posizione | Operatore | Tecnologia       | Abbonati (in milioni) | Proprietario/i |
| --------- | --------- | ---------------- | --------------------- | -------------- |
| 1         | NTA       | GSM-900 UMTS LTE | 0,0007 (2008)         | MINTA          |

## Isole Norfolk
| Posizione | Operatore       | Tecnologia | Abbonati (in milioni)   | Proprietario/i  |
| --------- | --------------- | ---------- | ----------------------- | --------------- |
| 1         | Norfolk Telecom | GSM-900    | 0,000131 (ottobre 2008) | Norfolk Telecom |

## Isole Salomone
| Posizione | Operatore   | Tecnologia                                    | Abbonati (in milioni) | Proprietario/i |
| --------- | ----------- | --------------------------------------------- | --------------------- | -------------- |
| 1         | Our Telekom | GSM-900/1800 MHz 850/2100 MHz UMTS, HSDPA LTE | 0,03 (2008)           | STKL           |

## Israele
| Posizione                        | Operatore                        | Tecnologia                                                             | Abbonati (in milioni)    | Proprietario/i                                                      |
| Mobile Network Operators         | Mobile Network Operators         | Mobile Network Operators                                               | Mobile Network Operators | Mobile Network Operators                                            |
| -------------------------------- | -------------------------------- | ---------------------------------------------------------------------- | ------------------------ | ------------------------------------------------------------------- |
| 1                                | Cellcom                          | GSM-1800 MHz (GPRS, EDGE) 850/2100 MHz UMTS, HSPA 1800 MHz LTE         | 2,812 (giugno 2016)      | DIC (41,77%), Pubblico (58,23%)                                     |
| 2                                | Partner                          | GSM-900/1800 MHz (GPRS, EDGE) 900/2100 MHz UMTS, DC-HSPA+ 1800 MHz LTE | 2,700 (giugno 2016)      | Azienda ad azionariato diffuso (69,8%), S.B. Israel Telecom (30,2%) |
| 3                                | Pelephone                        | 850/2100 MHz UMTS, DC-HSPA+ 1800 MHz LTE                               | 2,260 (giugno 2016)      | Bezeq                                                               |
| 4                                | Golan Telecom                    | GSM-1800 MHz (GPRS, EDGE) 2100 MHz UMTS, DC-HSPA+ 1800 MHz LTE         | 0,8 (giugno 2015)        | Investitori privati e Iliad SA                                      |
| 5                                | Hot Mobile                       | 800 MHz iDEN 2100 MHz UMTS, DC-HSPA+ 1800 MHz LTE                      | 0,32 (settembre 2013)    | HOT                                                                 |
| Mobile Virtual Network Operators |                                  |                                                                        |                          |                                                                     |
| 6                                | Rami Levy (roaming su Pelephone) | CDMA2000 EV-DO, UMTS, DC-HSPA+, LTE                                    | N/A                      | Rami Levy Hashikma Marketing                                        |
| 8                                | 019 Telzar (roaming su Partner)  | GSM, GPRS, EDGE, UMTS, DC-HSPA+, LTE                                   | N/A                      |                                                                     |
| 9                                | Cellact (roaming su Pelephone)   | CDMA2000 EV-DO, UMTS, DC-HSPA+, LTE                                    | N/A                      | Cellact Communication                                               |

## Kirghizistan
| Posizione | Operatore    | Tecnologia                                                                                             | Abbonati (in milioni) | Proprietario/i    |
| --------- | ------------ | --- | --------------------- | ----------------- |
| 1         | MegaCom      | GSM-900/1800 MHz (GPRS, EDGE) 2100 MHz UMTS, HSDPA, HSUPA, HSPA, HSPA+, DC-HSPA+ 800/1800/2100 MHz LTE | 2,7 (2012)            | JSC Alpha Telecom |
| 2         | Beeline      | GSM-900/1800 MHz (GPRS, EDGE) 2100 MHz UMTS, HSDPA, HSUPA, HSPA, HSPA+, DC-HSPA+                       | 2,4 (Aug 2012)        | Sky Mobile Ltd.   |
| 3         | Fonex        | CDMA, HSDPA, HSUPA, HSPA, HSPA+, DC-HSPA+                                                              | 0,42 (2008)           | Aktel Ltd.        |
| 4         | O!           | GSM-900/1800 MHz (GPRS, EDGE) 2100 MHz UMTS, HSDPA, HSUPA, HSPA, HSPA+, DC-HSPA+ 800/2600 MHz LTE      | 0,9                   | NUR Telecom Ltd.  |
| 5         | Katel        | TDMA, HSDPA, HSUPA, HSPA, HSPA+, DC-HSPA+                                                              | 0,1 (2008)            | KATEL             |
| 6         | Nexi         | CDMA, HSDPA, HSUPA, HSPA, HSPA+, DC-HSPA+                                                              | 0,049 (2008)          | SoTel             |
| 7         | Sapat Mobile | CDMA, HSDPA, HSUPA, HSPA, HSPA+, DC-HSPA+                                                              | 0,011 (2008)          | Winline Ltd.      |

## Kuwait
| Posizione | Operatore              | Tecnologia                                                         | Abbonati (in milioni)  | Proprietario/i  |
| --------- | ---------------------- | ------------------------------------------------------------------ | ---------------------- | --------------- |
| 1         | Zain                   | GSM-900/1800 MHz (GPRS, EDGE) 2100 MHz UMTS, HSPA+ 1800 MHz LTE    | 2,688 (settembre 2014) | Zain Group      |
| 2         | Ooredoo (già Wataniya) | GSM-900/1800 MHz (GPRS, EDGE) 2100 MHz UMTS, HSDPA 1800 MHz LTE    | (Q2 2014)              | Ooredoo (52,5%) |
| 3         | Viva                   | GSM-900/1800 MHz (GPRS, EDGE) 2100 MHz UMTS, DC-HSPA+ 1800 MHz LTE |                        | STC (26%)       |

## Laos
| Posizione | Operatore   | Tecnologia                                                                    | Abbonati (in milioni) | Proprietario/i                                                                |
| --------- | ----------- | ----------------------------------------------------------------------------- | --------------------- | ----------------------------------------------------------------------------- |
| 1         | Unitel      | GSM-900/1800 MHz (GPRS, EDGE) 2100 MHz UMTS, HSDPA 1800 MHz LTE               |                       | Lao Asia Telecommunication State Enterprise (LAT) (51%), Viettel Global (49%) |
| 2         | LaoTelecom  | GSM-900/1800 MHz (GPRS, EDGE) 2100 MHz UMTS, HSDPA (14,4 Mbit/s) 2600 MHz LTE |                       | Governo del Laos (51%), Shennington Investments (Thaicom) (49%)               |
| 3         | Beeline     | GSM-900/1800 MHz (GPRS, EDGE) 2100 MHz UMTS, HSPA+ (21 Mbit/s) WiMAX          |                       | VimpelCom (78%), Governo del Laos (22%)                                       |
| 4         | ETL         | GSM-900/1800 MHz (GPRS, EDGE) 2100 MHz UMTS, HSPA+ (21 Mbit/s)                |                       | ETL Public Company (Pubblico)                                                 |
| 5         | Sky Telecom | ?                                                                             | ?                     | ?                                                                             |

## Libano
| Posizione | Operatore | Tecnologia                                                                | Abbonati (in milioni)  | Proprietario/i  |
| --------- | --------- | ------------------------------------------------------------------------- | ---------------------- | --------------- |
| 1         | touch     | GSM-900 MHz (GPRS, EDGE) 900/2100 MHz UMTS, HSPA+ 800/1800 MHz LTE, LTE-A | 2,125 (settembre 2014) | Zain Group      |
| 2         | Alfa      | GSM-900 MHz (GPRS, EDGE) 900/2100 MHz UMTS, HSPA+ 800/1800 MHz LTE, LTE-A | 1,8 (2014)             | Orascom Telecom |

## Macao
| Posizione | Operatore     | Tecnologia                                                             | Abbonati (in milioni) | Proprietario/i                                           |
| --------- | ------------- | ---------------------------------------------------------------------- | --------------------- | -------------------------------------------------------- |
| 1         | CTM           | GSM-900/1800 MHz (GPRS) 2100 MHz UMTS, HSDPA 1800/2300 MHz LTE, TD-LTE | 0,856 (December 2016) | CITIC Telecom International (99%) Correios de Macau (1%) |
| 2         | 3             | GSM-900/1800 MHz (GPRS) 2100 MHz UMTS, HSPA+ 1800 MHz LTE              | Non disponibile       | Hutchison Telecom                                        |
| 3         | China Telecom | CDMA, CDMA2000, EVDO 1800 MHz LTE                                      | Non disponibile       | Governo cinese                                           |
| 4         | SmarTone      | GSM-900/1800 MHz (GPRS) 2100 MHz UMTS, HSPA+ 1800 MHz LTE              | Non disponibile       | Sun Hung Kai Properties                                  |

## Maldive
| Posizione | Operatore | Tecnologia                                          | Abbonati (in milioni) | Proprietario/i |
| --------- | --------- | --------------------------------------------------- | --------------------- | -------------- |
| 1         | Dhiraagu  | GSM-900 (EDGE) 2100 MHz UMTS, HSPA+ LTE             | 0,350 (ottobre 2012)  | Dhiraagu       |
| 2         | Ooredoo   | GSM-900 (EDGE) 2100 MHz UMTS, DC-HSPA+ 1800 MHz LTE | 0,272 (Q2 2014)       | Ooredoo        |

## Malesia
| Posizione | Operatore                        | Tecnologia | Abbonati (in milioni) | Ownership                                                               |
| --------- | -------------------------------- | --- | --------------------- | ----------------------------------------------------------------------- |
| 1         | Digi                             | GSM-1800 (GPRS, EDGE) 2100(B1) MHz UMTS, DC-HSPA+ 900(B8)/1800(B3)/2600(B7) MHz LTE-A, up to 3CA, VoLTE       | 11,803 (3Q 2018)      | Telenor (49%) Employees Provident Fund (Malaysia) (13,3%)               |
| 2         | Maxis                            | GSM-900/1800 (GPRS, EDGE) 900(B8)/2100(B1) MHz UMTS, DC-HSPA+ 2100(B1)/1800(B3)/2600(B7) MHz LTE-A, up to 2CA | 10,956 (3Q 2018)      | Ananda Krishnan (62%) Saudi Telecom Company (17,5%)                     |
| 3         | Celcom                           | GSM-900/1800 (GPRS, EDGE) 900(B8)/2100(B1) MHz UMTS, DC-HSPA+ 1800(B3)/2600(B7) MHz LTE-A, up to 2CA          | 9,624 (2Q 2018)       | Axiata Group Berhad                                                     |
| 4         | U Mobile (usa il 2G/3G di Maxis) | 900/2100 MHz UMTS, DC-HSPA+ 1800(B3)/2600(B7) MHz LTE-A, VoLTE                                                | 6,12 (4Q 2017)        | ST Telemedia (49%) Berjaya Corporation Berhad MPHB Capital Bhd. (7,72%) |
| 5         | Yes 4G                           | 2300(B40) MHz WiMAX 800(B20) MHz (Trial) LTE 2300(B40)/2600(B38) MHz TD-LTE, VoLTE                            | 0,7 (3Q 2013)         | YTL Communications                                                      |
| 6         | Unifi Mobile                     | 2300(B40), 2600(B38) TD-LTE 850(B5) MHz LTE, VoLTE                                                            | 0,4674 (3Q 2014)      | Telekom Malaysia (72,9%) Green Packet (18,9%) SK Telecom (8,2%)         |
| 7         | ALTEL                            | 2600 MHz | 0,7(2016)             | Puncak Semangat Sdn Bhd (unit owned by Syed Mokhtar Al-Bukhary)         |
| 8         | Redtone                          | 2300 MHz WiMAX (East Malaysia only) -share 2600 MHz spectrum with Maxis                                       |                       | Berjaya Corporation Berhad                                              |

| Posizione | Operatore                                       | Tecnologia | Abbonati (in milioni) | Ownership                                   |
| --------- | ----------------------------------------------- | ---------- | --------------------- | ------------------------------------------- |
| 1         | TuneTalk (roaming su Celcom)                    |            | 1,5 (agosto 2014)     | Tune Ventures(35,75%) Celcom(35%)           |
| 2         | XOX (roaming su Celcom)                         |            | 1,7 (maggio 2017)     | XOX Berhad                                  |
| 3         | redONE (roaming su Celcom)                      |            | 0,8 (aprile 2016)     | Redtone International                       |
| 4         | Merchantrade (roaming su Celcom)                |            | 0,3 (3Q 2012)         | Celcom Sumitomo Corporation                 |
| 5         | Tron (roaming su DiGi)                          |            |                       | Talk Focus Sdn Bhd                          |
| 6         | SpeakOut Wireless (roaming su DiGi)             |            |                       | 7-Eleven Malaysia                           |
| 7         | MY Evolution (roaming su DiGi)                  |            |                       | M2M services in Asia                        |
| 8         | Smart Pinoy (roaming su Celcom)                 |            |                       | PLDT (51%) Celcom (49%)                     |
| 9         | Buzzme (roaming su U Mobile)                    |            |                       | Enabling Tech Sdn Bhd                       |
| 10        | FRiENDi Mobile (roaming su U Mobile)            |            |                       | Virgin Mobile Middle East & Africa          |
| 11        | Telin Malaysia (Kartu As) (roaming su U Mobile) |            |                       | Telin Malaysia                              |
| 12        | mCalls (roaming su DiGi)                        |            |                       | Associazione tra Pavo Communications e DiGi |
| 13        | Yoodoo (roaming su Celcom)                      |            |                       | Celcom                                      |
| 14        | ookyo (roaming su Maxis)                        |            |                       | Maxis                                       |
| 14        | Tapp (roaming su DiGi)                          |            |                       | DiGi                                        |

## Micronesia
| Posizione | Operatore   | Tecnologia   | Abbonati (in milioni) | Proprietario/i |
| --------- | ----------- | ------------ | --------------------- | -------------- |
| 1         | FSM Telecom | GSM-900 UMTS | 0,0274 (2008)         | FSMTC          |

## Mongolia
| Posizione | Operatore | Tecnologia                                                                                        | Abbonati (in milioni) | Proprietario/i                           |
| --------- | --------- | ------------------------------------------------------------------------------------------------- | --------------------- | ---------------------------------------- |
| 1         | Mobicom   | GSM-900/1800 MHz (GPRS, EDGE) 2100 MHz UMTS, HSDPA, HSUPA, HSPA, HSPA+, DC-HSPA+ 700/1800 MHz LTE | 1,7 (giugno 2014)     | KDDI, Sumitomo Corporation, Newcom Group |
| 2         | Unitel    | GSM-900 MHz (GPRS, EDGE) 2100 MHz UMTS, HSDPA, HSUPA, HSPA, HSPA+, DC-HSPA+ 1800 MHz LTE          | 1,54(giugno 2014)     | MCS Group                                |
| 3         | Skytel    | CdmaOne 2100 MHz UMTS, HSDPA, HSUPA, HSPA, HSPA+, DC-HSPA+                                        | 0,6(giugno 2014)      | Altai Holdings, Shunkhlai Group          |
| 4         | G-Mobile  | CdmaOne 2100 MHz UMTS, HSDPA, HSUPA, HSPA, HSPA+, DC-HSPA+                                        | 0,47(giugno 2014)     |                                          |

## Nauru
| Posizione | Operatore | Tecnologia       | Abbonati (in milioni) | Proprietario/i       |
| --------- | --------- | ---------------- | --------------------- | -------------------- |
| 1         | Digicel   | GSM-900 UMTS LTE | 0,007                 | Digicel Pacific Ltd. |

## Nepal
| Posizione | Operatore     | Tecnologia                                                                                        | Abbonati (in milioni) | Proprietario/i                 |
| --------- | ------------- | ------------------------------------------------------------------------------------------------- | --------------------- | ------------------------------ |
| 1         | Ncell         | GSM-900/1800 2100 MHz UMTS, 3G, 4G, HSDPA LTE-1800 MHz                                            | 15,889 (agosto 2017)  | Axiata Group Berhad (80%)      |
| 2         | Nepal Telecom | CDMA, EV-DO 900 MHz GSM, GPRS 900/2100 MHz UMTS, HSDPA, 3G, 4G, HSPA+ WiMAX 1800 MHz LTE-1800 MHz | 15,502 (agosto 2017)  | Nepal Doorsanchar Company Ltd. |
| 3         | Smart Telecom | 3G, 4G, GSM 900/1800 GPRS 900/2100 LTE-1800 MHz (Testing)                                         | 1,623 (agosto 2017)   | Smart Telecom                  |

## Nuova Caledonia
| Posizione | Operatore | Tecnologia                                      | Abbonati (in milioni) | Proprietario/i                          |
| --------- | --------- | ----------------------------------------------- | --------------------- | --------------------------------------- |
| 1         | Mobilis   | GSM-900 MHz 2100 MHz UMTS 800/1800/2600 MHz LTE | 0,244 (2012)          | Office des Postes et Telecommunications |

## Nuova Zelanda
| Posizione                 | Operatore                              | Tecnologia                                                                             | Abbonati (in milioni) | Proprietario/i                                                                                                 |
| ------------------------- | -------------------------------------- | -------------------------------------------------------------------------------------- | --------------------- | --- |
| 1                         | Vodafone                               | 900/1800 MHz GSM (GPRS) 900/2100 MHz UMTS, HSPA, HSPA+, DC-HSPA+ 700/1800/2600 MHz LTE | 2,560 (marzo 2018)    | Vodafone |
| 2                         | Spark (già Telecom New Zealand)        | 850/2100 MHz UMTS, HSPA, HSPA+, DC-HSPA+ 700/1800/2300/2600 MHz LTE, LTE-A             | 2,392 (luglio 2017)   | Pubblico (NZX: SPK)                                                                                            |
| 3                         | 2degrees                               | 900/2100 MHz UMTS, DC-HSPA+ 700/900/1800 MHz LTE                                       | 1,3 (luglio 2015)     | Trilogy International Partners (61,5%) Tesbrit B.V. (27,2%)                                                    |
| Operatori mobili virtuali |                                        |                                                                                        |                       | |
| 1                         | Black+White (roaming su Vodafone)      | GSM, GPRS UMTS, HSPA                                                                   | ?                     | Black+White (Vocus Communications)                                                                             |
| 2                         | Warehouse Mobile (roaming su 2degrees) | GSM, GPRS UMTS, HSPA, LTE                                                              | ?                     | The Warehouse Group (NZX: TWG) (Stephen Tindall, 27% Stephen Tindall Foundation, 21%, James Pascoe Group, 16%) |
| 3                         | Slingshot (roaming su Spark)           | UMTS, HSPA                                                                             | ?                     | Slingshot (Vocus Communications)                                                                               |
| 4                         | Skinny (roaming su Spark)              | UMTS, HSPA, LTE                                                                        | ?                     | Spark |
| ?                         | Compass Mobile (roaming su Spark)      | UMTS, HSPA, LTE                                                                        | ?                     | Compass Communications                                                                                         |

## Niue
| Posizione | Operatore    | Tecnologia | Abbonati (in milioni) | Proprietario/i |
| --------- | ------------ | ---------- | --------------------- | -------------- |
| 1         | Telecom Niue | GSM        | 0,000385 (2008)       | Telecom Niue   |

## Oman
| Posizione | Operatore            | Tecnologia                                                                                | Abbonati (in milioni) | Proprietario/i |
| --------- | -------------------- | ----------------------------------------------------------------------------------------- | --------------------- | -------------- |
| 1         | Omantel              | GSM-900 MHz (GPRS, EDGE) 900/2100 MHz UMTS, HSPA+ 1800 MHz FD-LTE, 2300 MHz TD-LTE        | 2,72 (dicembre 2013)  | Omantel (99%)  |
| 2         | Ooredoo (già Nawras) | GSM-900 MHz (GPRS, EDGE) 900/2100 MHz UMTS, DC-HSPA+ 800/1800 MHz FD-LTE, 2300 MHz TD-LTE | 2,472 (Q2 2014)       | Ooredoo (55%)  |
| 3         | Vodafone             |                                                                                           |                       |                |

## Pakistan
| Posizione | Operatore                           | Tecnologia                                                                              | Abbonati (in milioni) | Ownership                                 |
| --------- | ----------------------------------- | --------------------------------------------------------------------------------------- | --------------------- | ----------------------------------------- |
| 1         | Jazz (include la rete Warid)        | GSM-900/1800 MHz (GPRS, EDGE) 2100/900 MHz UMTS, HSPA+, DC-HSPA+ 1800 MHz LTE           | 56,0                  | Veon, Dhabi Group                         |
| 2         | Telenor                             | GSM-900/1800 MHz (GPRS, EDGE) 850 MHz, 2100 MHz UMTS, HSPA, HSPA+ 850 MHz, 1800 MHz LTE | 43,2                  | Telenor                                   |
| 3         | Zong                                | GSM-900/1800 MHz (GPRS, EDGE) 2100 MHz UMTS, HSPA+, DC-HSPA+ 1800 MHz LTE               | 31,4                  | China Mobile                              |
| 4         | Ufone                               | GSM-900/1800 MHz (GPRS, EDGE) 900 MHz, 2100 MHz UMTS, HSPA, HSPA+                       | 20,8                  | Etisalat (26%) and Government of Pakistan |
| 5         | Special Communications Organization | GSM-900/1800 MHz (GPRS, EDGE) 2100 MHz UMTS, HSPA, HSPA+ 1800 MHz LTE                   |                       | SCO                                       |

## Palau
| Posizione | Operatore       | Tecnologia                                               | Abbonati | Proprietario/i                                   |
| --------- | --------------- | -------------------------------------------------------- | -------- | ------------------------------------------------ |
| 1         | PNCC (PalauCel) | GSM-900 MHz WCDMA-900 MHz (Band 8) LTE-700 MHz (Band 28) | 17,150   | Palau National Communications Corporation (PNCC) |

## Palestina
| Posizione | Operatore | Tecnologia                    | Abbonati (in milioni) | Proprietario/i                                 |
| --------- | --------- | ----------------------------- | --------------------- | ---------------------------------------------- |
| 1         | Jawwal    | GSM-900 MHz (GPRS, EDGE)      | 2,45 (Q1 2012)        | Paltel                                         |
| 2         | Wataniya  | GSM-900/1800 MHz (GPRS, EDGE) | 0,679 (Q2 2014)       | Ooredoo (57%), Palestine Investment Fund (43%) |

## Papua Nuova Guinea
| Posizione | Operatore   | Tecnologia                                           | Abbonati (in milioni) | Proprietario/i                |
| --------- | ----------- | ---------------------------------------------------- | --------------------- | ----------------------------- |
| 1         | Digicel     | GSM-900 (GPRS, EDGE) 900 MHz UMTS, HSDPA 700 MHz LTE | Non disponibile       | Digicel                       |
| 2         | BMobile     | GSM-900 (GPRS) 900 MHz UMTS                          | Non disponibile       | Pacific Mobile Communications |
| 3         | Telikom PNG | 850 MHz UMTS, HSDPA 1800 MHz LTE                     | Non disponibile       | Telikom (PNG) LTD             |

## Polinesia francese
| Posizione | Operatore                    | Tecnologia                                    | Abbonati (in milioni) | Proprietario/i            |
| --------- | ---------------------------- | --------------------------------------------- | --------------------- | ------------------------- |
| 1         | VINI                         | GSM-900 (GPRS, EDGE) 2100 MHz UMTS, HSDPA LTE |                       | Tikiphone SA              |
| 2         | Pacific Mobile Telecom (PMT) | GSM UMTS                                      |                       | Pacific Petroleum Company |
| 3         | Viti                         | WiMAX 800/2600 MHz LTE                        | Non disponibile       |                           |
| -         | Mara Telecom                 | GSM 2100 MHz UMTS                             | Non disponibile       |                           |

## Qatar
| Posizione | Operatore               | Tecnologia                                                                      | Abbonati (in milioni)  | Proprietario/i                                                                        |
| --------- | ----------------------- | ------------------------------------------------------------------------------- | ---------------------- | ------------------------------------------------------------------------------------- |
| 1         | Ooredoo (formerly Qtel) | GSM-900/1800 MHz (GPRS, EDGE) 2100 MHz UMTS, HSPA+ 800/1800/2600 MHz LTE, LTE-A | 2,996 (Q2 2014)        | Ooredoo                                                                               |
| 2         | Vodafone                | GSM-900/1800 MHz (GPRS, EDGE) 2100 MHz UMTS, HSDPA 800/1800/2600 MHz LTE, LTE-A | 1,372 (settembre 2014) | Vodafone (22,95%), Qatari Institutions (37,05%), Azienda ad azionariato diffuso (40%) |

## Russia
| Posizione | Operatore                           | Tecnologia | Abbonati (in milioni) | Proprietario/i                                                                                    | Mobile country code |
| --------- | ----------------------------------- | --- | --------------------- | ------------------------------------------------------------------------------------------------- | ------------------- |
| 1         | MTS                                 | GSM-900/1800 MHz (GPRS, EDGE) 900/2100 MHz UMTS, HSDPA, HSUPA, HSPA+ 800/900/1800/2600 MHz LTE                                                                                          | 77,3 (1Q 2016)        | Sistema (51,58%)                                                                                  | 25001               |
| 2         | MegaFon                             | GSM-900/1800 MHz (GPRS, EDGE) 900/2100 MHz UMTS, HSDPA, HSUPA, HSPA+ 800/1800/2600 MHz LTE, LTE-A                                                                                       | 74,54 (1Q 2016)       | USM Group (56,32%), Gazprombank (19%)                                                             | 25002               |
| 3         | Beeline                             | GSM-900/1800 MHz (GPRS, EDGE) 900/2100 MHz UMTS, HSDPA, HSUPA, HSPA+, DC-HSPA+ 800/1800/2600 MHz LTE, LTE-A                                                                             | 57,66 (1Q 2016)       | VimpelCom (100%: Telenor (14,6%), Alfa Group (47,9%), The Stichting (8,3%), 29,8% in minoritarie) | 25099               |
| 4         | Tele2                               | GSM-900/1800 MHz (GPRS, EDGE) 2100 MHz UMTS, HSDPA, HSUPA, HSPA+ 800/1800/2600 MHz LTE CDMA2000 1x, 450 MHz 450 MHz LTE (as Skylink) CDMA2000 EV-DO Rev. A, 450 MHz NMT - 450i, 450 MHz | 38,4 (1Q 2016)        | Rostelecom (45%), VTB Capital (27,5%), Bank Rossiya (22%), Severstal' (5,5%)                      | 25020               |
| 5         | Sotovaja Svjaz MOTIV                | GSM-1800 MHz (GPRS, EDGE) 1800 MHz LTE | 2,45 (3Q 2015)        |                                                                                                   | 25035               |
| 6         | SMARTS                              | GSM-900/1800 MHz (GPRS, EDGE) | 0,07 (3Q 2015)        |                                                                                                   | 25007               |
| 7         | Tattelecom                          | GSM-1800 MHz (GPRS, EDGE) 1800 MHz LTE |                       |                                                                                                   | 25054               |
| 7         | Sotovaja Svjaz Bashkortostana (SSB) | CDMA-2000-1х, EV-DO) | 0,03 (4Q 2015)        | Bashinformsvyaz (Rostelecom 100%)                                                                 | 25009               |
| 8         | Vainahtelecom                       | GSM-1800 MHz (GPRS, EDGE) 2300 MHz LTE |                       |                                                                                                   | 25022               |

## Samoa
| Posizione | Operatore | Tecnologia                                             | Abbonati (in milioni) | Proprietario/i |
| --------- | --------- | ------------------------------------------------------ | --------------------- | -------------- |
| 1         | bluesky   | GSM-900                                                | Non disponibile       | bluesky Samoa  |
| 2         | Digicel   | GSM-900 (GPRS, EDGE) 2100 MHz UMTS, HSPA+ 1800 MHz LTE | Non disponibile       | Digicel        |

## Samoa Americane
| Posizione | Operatore                                           | Tecnologia                          | Abbonati (in milioni) | Proprietario/i           |
| --------- | --------------------------------------------------- | ----------------------------------- | --------------------- | ------------------------ |
| 1         | Blue Sky Communications                             | 850 MHz GSM 850 MHz UMTS, HSPA+ LTE | 0,0320 (2012)         | Amper SpA                |
| 2         | American Samoa Telecommunications Authority (ASTCA) | 800 MHz CDMA 2000/EVDO Rev.A LTE    |                       | Di proprietà governativa |

## Singapore
| Posizione                 | Operatore                        | Tecnologia                                                                   | Abbonati (in milioni) | Proprietario/i                  |
| ------------------------- | -------------------------------- | ---------------------------------------------------------------------------- | --------------------- | ------------------------------- |
| 1                         | Singtel Mobile                   | 900/2100 MHz UMTS, HSPA, HSPA+, DC-HSPA+ 900(B8)/1800(B3)/2600(B7) MHz LTE-A | 4,1 (giugno 2016)     | Singtel                         |
| 2                         | StarHub                          | 900/2100 MHz UMTS, HSPA, HSPA+, DC-HSPA+ 1800(B3)/2600(B7) MHz LTE-A         | 2,275 (Q3 2016)       | ST Telemedia Ooredoo NTT docomo |
| 3                         | M1                               | 900/2100 MHz UMTS, HSPA, HSPA+ 1800(B3)/2600(B7) MHz LTE-A                   | 1,933 (Q4 2015)       | Axiata Group Berhad (28,01%)    |
| 4                         | GRID                             | 806-821/851-866 MHz iDEN                                                     | N/A                   | GRID Communications             |
| Operatori mobili virtuali |                                  |                                                                              |                       |                                 |
| 1                         | Circles.Life (roaming su M1)     | 900/2100 MHz UMTS, HSPA, HSPA+ 1800(B3)/2600(B7) MHz LTE-A                   |                       | Circles.life                    |
| 2                         | Zero Mobile (roaming su Singtel) | 900/2100 MHz UMTS, HSPA, HSPA+, DC-HSPA+ 900(B8)/1800(B3)/2600(B7) MHz LTE-A |                       | Zero Mobile                     |
| 3                         | Zero1 (roaming su Singtel)       | 900/2100 MHz UMTS, HSPA, HSPA+, DC-HSPA+ 900(B8)/1800(B3)/2600(B7) MHz LTE-A |                       | Zero1                           |
| 4                         | MyRepublic (roaming su Starhub)  | 900/2100 MHz UMTS, HSPA, HSPA+, DC-HSPA+ 900(B8)/1800(B3)/2600(B7) MHz LTE-A |                       | MyRepublic                      |

## Siria
| Posizione | Operatore        | Tecnologia                                    | Abbonati (in milioni)  | Proprietario/i  |
| --------- | ---------------- | --------------------------------------------- | ---------------------- | --------------- |
| 1         | MTN (già Areeba) | GSM-900 MHz (GPRS, EDGE) 2100 MHz UMTS, HSDPA | 5,676 (settembre 2014) | MTN Group (39%) |
| 2         | Syriatel         | GSM-900 MHz (GPRS, EDGE) 2100 MHz UMTS, HSPA+ | 7,1 (agosto 2014)      | Syriatel        |

## Sri Lanka
| Posizione | Operatore              | Tecnologia                                                                                         | Abbonati (in milioni) | Proprietario/i                          |
| --------- | ---------------------- | -------------------------------------------------------------------------------------------------- | --------------------- | --------------------------------------- |
| 1         | Dialog                 | GSM-900/1800 (GPRS, EDGE) 2100 MHz UMTS, HSPA, HSPA+, DC-HSPA+ 1800(B3) MHz LTE, VoLTE             | 13,210 (Q2 2018)      | Axiata Group Berhad                     |
| 2         | Mobitel                | GSM-900/1800 (GPRS, EDGE) 2100 MHz UMTS, HSPA, HSPA+, DC-HSPA+ 900(B8)/1800(B3)/2100(B1) MHz LTE-A | 6,800 (Q4 2017)       | Sri Lanka Telecom PLC                   |
| 3         | Etisalat (già Celltel) | GSM-900/1800 (GPRS, EDGE) 2100 MHz UMTS, HSPA, HSPA+, DC-HSPA+                                     | Non disponibile       | Emirates Telecommunications Corporation |
| 4         | Airtel                 | GSM-900/1800 (GPRS, EDGE) 2100 MHz UMTS, HSPA, HSPA+, DC-HSPA+                                     | Non disponibile       | Bharti Airtel Limited                   |
| 5         | Hutch                  | GSM-900/1800 (GPRS, EDGE) 2100 MHz UMTS, HSPA, HSPA+ 1800(B3) MHz LTE                              | Non disponibile       | CK Hutchison Holdings Limited           |

## Tagikistan
| Posizione | Operatore      | Tecnologia                                                                                    | Abbonati (in milioni) | Proprietario/i                |
| --------- | -------------- | --------------------------------------------------------------------------------------------- | --------------------- | ----------------------------- |
| 1         | Tcell          | GSM-900/1800 MHz (GPRS, EDGE) 2100 MHz UMTS, HSDPA, HSUPA, HSPA, HSPA+, DC-HSPA+ 800 MHz LTE  | 3,301 (2013)          | TeliaSonera                   |
| 2         | Babilon Mobile | GSM-900 MHz (GPRS, EDGE) 2100 MHz UMTS, HSDPA, HSUPA, HSPA, HSPA+, DC-HSPA+ 1800/2100 MHz LTE | 0,8 (marzo 2008)      |                               |
| 3         | Beeline        | GSM-900/1800 MHz (GPRS, EDGE) 2100 MHz UMTS, HSDPA, HSUPA, HSPA, HSPA+, DC-HSPA+              | 0,836 (maggio 2011)   | Tacom (100%: VimpelCom (60%)) |
| 4         | MLT            | GSM-900/1800 MHz (GPRS, EDGE) 2100 MHz UMTS, HSDPA, HSUPA, HSPA, HSPA+, DC-HSPA+              | 0,517 (maggio 2011)   | Megafon (75%)                 |

## Taiwan
| Posizione | Operatore                  | Tecnologia                                                   | Abbonati (in milioni)                                                                                        | Proprietario/i                     |
| --------- | -------------------------- | ------------------------------------------------------------ | --- | ---------------------------------- |
| 1         | Chunghwa Telecom           | 2100 MHz UMTS, HSPA, DC-HSPA+ 900(8)/1800(3)/2600(B7)MHz LTE | 10,8 CHT. URL consultato il 28 aprile 2019 (archiviato dall'url originale il 10 gennaio 2018). (agosto 2016) | Ministro dei trasporti (35,41%)    |
| 2         | Taiwan Mobile              | 2100 MHz UMTS, HSPA, DC-HSPA+ 700(B28)/1800(B3) MHz LTE      | 7,386 (Q1 2017)                                                                                              | Fubon Group                        |
| 3         | FarEasTone                 | 2100 MHz UMTS, HSPA+ 700/1800/2600 MHz LTE                   | 7,286 (Q1 2017)                                                                                              | Far Eastern Group                  |
| 4         | Asia Pacific Telecom GT 4G | CdmaOne CDMA2000 EV-DO Rev.B GSM-900 700/900/2600 MHz LTE    | 1,7 (Q1 2017)                                                                                                | Foxconn (19%)                      |
| 5         | T STAR                     | 2100 MHz UMTS, HSDPA 900/2600 MHz LTE                        | 2,85 (September 2014)                                                                                        | Taiwan Star Telecom (台灣之星電信) |

## Thailandia
| Posizione                 | Operatore                   | Tecnologia | Abbonati (in milioni) | Proprietario/i                                       |
| ------------------------- | --------------------------- | --- | --------------------- | ---------------------------------------------------- |
| 1                         | AIS                         | 2G : GSM-900 MHz 3G : UMTS/WCDMA : B1/B8 4G : FDD LTE: B1/B3/B8 4.5G : LTE-A Pro Up to 3xCA B1+B3+B8, 4x4 MIMO, 256/64QAM, LTE-U/LAA + LTE-WLAN Aggregation ("NEXT G") 4G Calling (VoLTE, ViLTE) : supportato Wi-Fi Calling (VoWiFi) : supportato (B1, B3, B8 = 2100/1800/900 MHz rispettivamente) | 40,1 (Q2 2018)        | Intouch Holdings (40,45%) Singtel (32%)              |
| 2                         | TrueMove H                  | 2G : GSM-900 MHz 3G : UMTS/WCDMA: B1/B5 4G : FDD LTE: B1/B3/B8 4.5G : LTE-A Pro Up to 3xCA B1+B3+B8, nationwide 4x4MIMO, 256/64QAM, LTE-U/LAA 4G Calling (VoLTE, ViLTE) : supportato Wi-Fi Calling (VoWiFi) : supportato (B1, B3, B5, B8 = 2100/1800/850/900 MHz rispettivamente)                  | 28,1 (Q2 2018)        | True Corporation China Mobile (18%)                  |
| 3                         | dtac • Includes LINE Mobile | 2G : GSM-1800 MHz 3G : UMTS/WCDMA : B1/B8 4G : FDD LTE : B1/B3 TDD LTE : B40 4.5G : LTE-A Pro Up to 3xCA B40+B40+B40 4x4MIMO, 256/64QAM 4G Calling (VoLTE, ViLTE) : supportato Wi-Fi Calling (VoWiFi) : supportato (B1, B3, B8, B40= 2100/1800/900/2300 MHz rispettivamente)                       | 21,3 (Q3 2018)        | Telenor (42,61%) Thai Telco Holdings (15,03%)        |
| 4                         | MY                          | 3G : UMTS/WCDMA : B5 4G : FDD LTE : B1/B3 (Roaming su Truemove H, B8 proibito) 4.5G : Up to 2xCA B1+B3, nationwide 4x4 MIMO su B3, 256/64QAM 4G Calling (VoLTE, ViLTE) : No Wi-Fi Calling (VoWiFi) : No (B1, B3, B5 = 2100/1800/850 MHz rispettivamente)                                           | 1,4                   | CAT Telecom                                          |
| 5                         | TOT                         | 3G : UMTS/WCDMA : B1 (B1: 2100 MHz) 4G : TDD LTE : B40 (B40: 2300 MHz) | 0,25                  | TOT Public Company Limited                           |
| Operatori mobili virtuali |                             | |                       |                                                      |
| 1                         | Buzzme (MVNO TOT)           | 3G : UMTS/WCDMA : B1 | Non disponibile       | THE INTERNATIONAL ENGINEERING PUBLIC COMPANY LIMITED |
| 2                         | i-Kool (MVNO TOT)           | 3G : UMTS/WCDMA : B1 | Non disponibile       | LOXLEY Public Company Limited                        |
| 3                         | Open (MVNO CAT)             | 3G : UMTS/WCDMA : B5 | Non disponibile       | Samart Corporation Public Company                    |
| 4                         | Mojo (MVNO TOT)             | 3G : UMTS/WCDMA : B1 | 0,01                  | Asia Company                                         |
| 5                         | 168 (MVNO MY)               | 3G : UMTS/WCDMA : B5 | Non disponibile       | 168 Communication                                    |
| 6                         | My World 3G (MVNO MY)       | 3G : UMTS/WCDMA : B5 | Non disponibile       | Data CDMA Communication                              |
| 7                         | Penguin (MVNO MY & TOT)     | 3G : UMTS/WCDMA : B1/B5 | Non disponibile       | The White Space Company                              |

## Timor Est
| Posizione | Operatore     | Tecnologia               | Abbonati (in milioni) | Proprietario/i                                   |
| --------- | ------------- | ------------------------ | --------------------- | ------------------------------------------------ |
| 1         | Telemor       | GSM-850 UMTS LTE         | 0,726913 (fine 2017)  | Viettel                                          |
| 2         | Timor Telecom | GSM-900 UMTS LTE         | 0,620204 (Q2 2015)    | Timor Telecom                                    |
| 3         | Telkomcel     | GSM-850 850 MHz UMTS LTE | 0,16 (metà 2015)      | Telekomunikasi Indonesia International (TL) S.A. |

## Tonga
| Posizione | Operatore | Tecnologia                      | Abbonati (in milioni) | Proprietario/i    |
| --------- | --------- | ------------------------------- | --------------------- | ----------------- |
| 1         | Digicel   | GSM-900 MHz (GPRS) 1800 MHz LTE | 0,020 (November 2007) | Digicel Group Ltd |
| 2         | TCC       | GSM-900 MHz (GPRS) UMTS         | 0,010 (November 2007) | governo           |

## Turchia
| Posizione | Operatore                             | Tecnologia | Abbonati (in milioni) | Proprietario/i                                                                                              |
| --------- | ------------------------------------- | --- | --------------------- | --- |
| 1         | Turkcell                              | GSM 900 MHz (GPRS, EDGE) 2100 MHz UMTS, HSDPA, HSUPA, HSPA, HSPA+, DC-HSPA+, 3C-HSDPA 800/1800/2100/2600 MHz LTE, LTE-A | 34,000 (Q2 2015)      | TeliaSonera (37,09%), Cukurova Group (13,81%), Alfa Group (13,22%), MV Holding (1,18%), 34,70% in minoranza |
| 2         | Vodafone (già Telsim)                 | GSM 900 MHz (GPRS, EDGE) 2100 MHz UMTS, HSDPA, HSUPA, HSPA, HSPA+, DC-HSPA+ 800/900/1800/2600 MHz LTE, LTE-A            | 23,298 (marzo 2018)   | Vodafone (100%)                                                                                             |
| 3         | Türk Telekom (già Avea, Aria, Aycell) | GSM 1800 MHz (GPRS, EDGE) 900/2100 MHz UMTS, HSDPA, HSUPA, HSPA, HSPA+, DC-HSPA+ 800/1800/2600 MHz LTE, LTE-A           | 16,700 (Q2 2015)      | Türk Telekom (100%)                                                                                         |

## Turkmenistan
| Posizione | Operatore            | Tecnologia                                                                           | Abbonati (in milioni) | Proprietario/i |
| --------- | -------------------- | ------------------------------------------------------------------------------------ | --------------------- | -------------- |
| 1         | TM CELL (Altyn Asyr) | GSM-900/1800 MHz (GPRS, EDGE) 2100 MHz UMTS, HSDPA, HSUPA, HSPA, HSPA+, DC-HSPA+ LTE | 3 (ottobre 2012)      | TM CELL        |
| 2         | MTS                  | GSM-900/1800 MHz (GPRS, EDGE) 2100 MHz UMTS, HSDPA, HSUPA, HSPA, HSPA+, DC-HSPA+     | 1,44 (ottobre 2012)   | MTS            |

## Tuvalu
| Posizione | Operatore | Tecnologia  | Abbonati (in milioni) | Proprietario/i |
| --------- | --------- | ----------- | --------------------- | -------------- |
| 1         | TTC       | GSM-900 LTE | 0,002 (2008)          | TTC            |

## Uzbekistan
| Posizione | Operatore               | Tecnologia                                                                                        | Abbonati (in milioni) | Proprietario/i               |
| --------- | ----------------------- | ------------------------------------------------------------------------------------------------- | --------------------- | ---------------------------- |
| 1         | UCell (Formerly Coscom) | GSM-900/1800 MHz (GPRS, EDGE) 2100 MHz UMTS, HSDPA, HSUPA, HSPA, HSPA+, DC-HSPA+ 700/2600 MHz LTE | 7,19 (novembre 2010)  | TeliaSonera (99,7%)          |
| 2         | Beeline                 | GSM-900/1800 MHz (GPRS, EDGE) 2100 MHz UMTS, HSDPA, HSUPA, HSPA, HSPA+, DC-HSPA+ 2600 MHz LTE     | 5,26 (maggio 2011)    | VimpelCom                    |
| 3         | UMS                     | GSM-900/1800 MHz (GPRS, EDGE), 2100 MHz UMTS, HSDPA, HSUPA, HSPA, HSPA+, DC-HSPA+ 800 MHz LTE     | 0,63 (giugno 2015)    | ООО Universal Mobile Systems |
| 4         | Uzmobile                | CdmaOne                                                                                           | Non disponibile       | Uzbektelecom                 |
| 5         | Perfectum               | CdmaOne                                                                                           | Non disponibile       | Perfectum                    |

## Vanuatu
| Posizione | Operatore       | Tecnologia                                              | Abbonati (in milioni) | Proprietario/i      |
| --------- | --------------- | ------------------------------------------------------- | --------------------- | ------------------- |
| 1         | Telecom Vanuatu | GSM-900 MHz                                             |                       | Telecom Vanuatu Ltd |
| 2         | Digicel         | GSM-900 MHz (GPRS, EDGE) 900 MHz UMTS, HSPA 700 MHz LTE |                       | Digicel Group Ltd   |
| 3         | AIL             | GSM-900 MHz                                             | Non disponibile       | ACeS International  |
| 4         | WanTok          | 2300 MHz TDD-LTE                                        | Non disponibile       |                     |

## Vietnam
| Posizione | Operatore             | Tecnologia                                                           | Abbonati (in milioni) | Proprietario/i                                                    |
| --------- | --------------------- | -------------------------------------------------------------------- | --------------------- | ----------------------------------------------------------------- |
| 1         | Viettel Mobile        | GSM-900/1800 MHz (GPRS, EDGE) 1900/2100 MHz UMTS, HSPA+ 1800 MHz LTE | 36,72 (maggio 2012)   | Viettel Corporation                                               |
| 2         | MobiFone              | GSM-900/1800 MHz (GPRS, EDGE) 2100 MHz UMTS 1800 MHz LTE             | 29,11> (maggio 2012)  | VMS (filiale di VNPT)                                             |
| 3         | Vinaphone             | GSM-900/1800 MHz (GPRS, EDGE) 2100 MHz UMTS, HSPA+ 1800 MHz LTE      | 28,71 (maggio 2012)   | GPC (filiale di VNPT)                                             |
| 4         | Vietnamobile          | GSM-900 MHz (GPRS, EDGE) 2100 MHz UMTS, HSPA+                        | 10 (maggio 2012)      | Hanoi Telecom, Hutchison Telecommunications International Limited |
| 5         | Gmobile (già Beeline) | GSM-1800 MHz                                                         | 2 (maggio 2010)       | GTEL Mobile Joint Stock Company                                   |
| 6         | S-Fone                | CdmaOne, CDMA2000 EVDO                                               | 2 (2010)              | SPT                                                               |

## Yemen
| Posizione | Operatore       | Tecnologia  | Abbonati (in milioni)  | Proprietario/i                                |
| --------- | --------------- | ----------- | ---------------------- | --------------------------------------------- |
| 1         | Spacetel        | GSM-900 MHz | 5,300 (settembre 2014) | MTN Group (85%)                               |
| 2         | Sabafon         | GSM-900 MHz | 3,65 (settembre 2012)  | Yemen Mobile Phone Company, Batelco (26,942%) |
| 3         | Yemen Mobile    | CDMA2000/1x |                        | Yemen Mobile                                  |
| 4         | HiTS-UNITEL (Y) | GSM-900 MHz |                        | HiTS-UNITEL                                   |